# Chronologie de l'invasion de l'Ukraine par la Russie (octobre 2024)
Pour un article plus général, voir Invasion de l'Ukraine par la Russie.
Cet article fait partie de la chronologie de l'invasion de l'Ukraine par la Russie et présente une chronologie des événements clés de ce conflit durant le mois de octobre 2024.
Pour les événements précédents, voir Chronologie de l'invasion de l'Ukraine par la Russie (septembre 2024).
Pour les événements suivants, voir Chronologie de l'invasion de l'Ukraine par la Russie (novembre 2024).
- Invasion de l'Ukraine en cartes : l'évolution des combats semaine après semaine

## Chronologie des évènements

### 1eroctobre
Oblast de Donetsk, l'armée russe affirme avoir pris Kroutoï Iar (uk) près de Pokrovsk.
Après plus de deux ans de combats, les forces russes ont conquis la ville de Vouhledar,,.
Au sud, six personnes sont mortes après que les forces russes ont frappé la ville de Kherson.

### 2 octobre
Poutine promulgue un projet de loi permettant aux accusés dans des affaires pénales vénielles de voir leurs affaires suspendues ou rejetées à condition qu'ils servent en Ukraine.

### 3 octobre
Les forces ukrainiennes affirment avoir détruit un système radar russe Nebo-M dans un lieu non spécifié à l'aide d'un missile ATACMS.
Le SBU aurait lancé une frappe de drone sur la base aérienne de Borisoglebsk (en) dans l'oblast de Voronej, ciblant des Su-34, des Su-35, des réservoirs de carburant et un entrepôt de bombes planantes russes.
Le Centre de résistance nationale ukrainien indique que l'armée russe mobilise des conscrits dans les oblasts de Donetsk, Louhansk, Zaporijjia, Kherson et Crimée territoires occupés par la Russie.

### 4 octobre
Le dépôt pétrolier de la société Annanafteprodukt LLC à Anna (ru), dans l'oblast de Voronej, a été touché par un drone ukrainien,.

### 5 octobre
Selon l'analyse du service russe de la BBC les unités d'élite des 155e et 40e brigades de Marines russes auraient perdu vraisemblablement, à elles seules, plus de 2 100 hommes à Vouhledar, y compris les blessés graves, et les disparus, soit 40 % de l’effectif d'avant-guerre de ces deux unités,.
Un S-70 Okhotnik-B russe hors de contrôle a été délibérément abattu par un Su-57 russe près de Kostiantynivka,.
Les forces ukrainiennes ont bombardé les postes de commandement russes des 35e et 27e brigades de fusiliers motorisés avec des missiles Storm Shadow et des obus GMLRS,.

Un Soukhoï S-70 Okhotnik-B
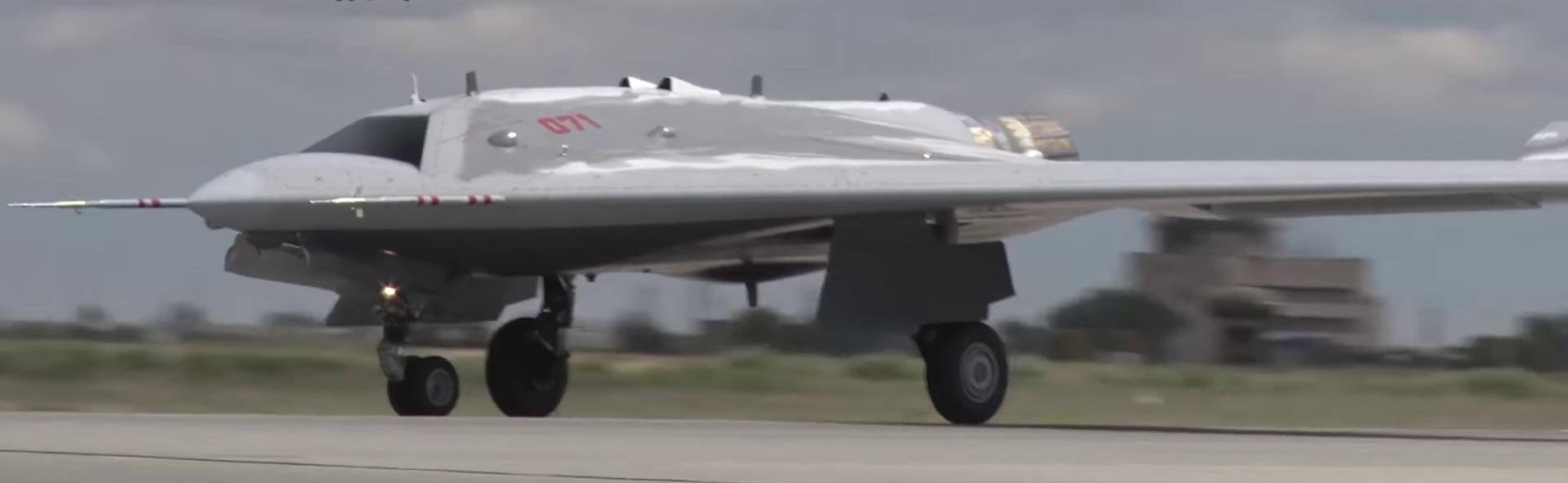

### 6 octobre
Le militant de l'opposition russe, Ildar Dadine a été tué au combat alors qu'il servait dans la Légion « Liberté de la Russie » dans l'oblast de Kharkiv.
À l'est, oblast de Donetsk, les forces russes ont pris Tsoukouryne, au sud-est de Pokrovsk.

### 7 octobre
le gouverneur de Crimée, Sergueï Aksionov, indique « Le feu s'est déclaré dans le dépôt de pétrole à Feodosiia »,.

### 8 octobre
Le commandant de la 72e brigade mécanisée, le colonel Oleksandr Okhrimenko (uk), déclare que les troupes russes impliquées dans la prise de Vouhledar étaient neuf fois plus nombreuses que les forces ukrainiennes de défense. Selon lui, les Russes ont envoyé la 36e brigade de fusiliers motorisés de la Garde, les 39e et 57e brigades de fusiliers motorisés de la Garde, le 91e régiment de fusiliers et d’autres unités lors de la dernière attaque, ajoutant que « les forces ennemies avaient un avantage en termes de chars, de véhicules de combat d’infanterie, de systèmes d’artillerie, d’armes antichars et de personnel ».
D'après le colonel Oleksandr Okhrimenko (uk), selon la doctrine militaire généralement acceptée dans le monde, le camp attaquant peut obtenir un avantage sur le champ de bataille s'il dispose de trois fois plus de forces et de moyens que le camp adverse. « C'était de 1 à 9 à Vouhledar. On peut objectivement comprendre les chances de tenir ce règlement et la ligne de défense dans le secteur de responsabilité de la brigade »,.

### 9 octobre
Russie, des drones ukrainiens ont frappé un dépôt russe de munitions dans l'oblast de Briansk. L'Ukraine affirme que des munitions d'artillerie de la Corée du Nord, des bombes planantes et des missiles ont été détruits. L'état d'urgence a été déclaré, tandis que le gouverneur Alexandre Bogomaz a affirmé que 24 drones avaient été abattus,,.
L'Ukraine affirme avoir détruit un dépôt de drones Shahed près d'Oktiabrski dans le kraï de Krasnodar, Russie, situé dans le district fédéral du Sud
L'armée russe, indique avoir libéré les localités de Novaïa Sorotchina et Pokrovskiï (ru) dans l'oblast de Koursk, proche de la frontière.

### 10 octobre
Le porte-conteneurs civil Shui Spirit, battant pavillon panaméen, a été endommagé par une frappe de missiles balistiques russes dans le port d'Odessa, tuant huit personnes et en blessant neuf autres,.
La base aérienne de Khanskaya (en) située dans la banlieue de Maïkop dans la république d'Adyguée (l'Adyguée se trouve dans les contreforts du Caucase de l'Ouest) a été attaquée par des drones,.
Les autorités ukrainiennes ont annoncé la mort de la journaliste Victoria Roshchyna, détenue par la Russie depuis août 2023 alors qu'elle couvrait des reportages dans les zones occupées d'Ukraine.

### 11 octobre
Le Président Volodymyr Zelensky est en visite en Allemagne.
Quatre personnes ont été tuées dans une attaque de missile russe sur Odessa.
L'armée ukrainienne a affirmé avoir détruit un hélicoptère russe Mi-8 dans l'oblast de Kharkiv.
Le gouvernement allemand a annoncé un nouveau programme d'aide militaire à l'Ukraine de 1,4 milliard d'euros.

### 12 octobre
Des sources russes et ukrainiennes ont affirmé qu'un F-16 ukrainien avait abattu un Su-34 russe à un endroit et à une date non précisés. Des rapports ultérieurs suggèrent que le Su-34 effectuait une mission de bombardement avec des bombes planantes à 50 km derrière les lignes de front et que l'équipage a été tué.
Un dépôt pétrolier à Rovenky, dans l'oblast de Louhansk, a été incendié par des drones ukrainiens.
Le GUR ukrainien a affirmé avoir détruit un avion de transport russe Tu-134 utilisé pour transporter des fonctionnaires du ministère russe de la Défense sur une base aérienne de l'oblast d'Orenbourg en Russie.

### 13 octobre
Oblast de Donetsk, un groupe de résistants ukrainiens a signalé la présence de soldats nord-coréens sur trois terrains d'entraînement d'artillerie à proximité de Marioupol, dont un près de Sartana,.

### 14 octobre
La Direction principale du renseignement a détruit un avion de transport militaire Tu-134 sur l'aérodrome militaire d'Orenbourg-2 (ru), Russie, qui appartenait au 117e régiment d'aviation de transport militaire des forces armées russes,.
Une personne a été tuée et huit autres blessées dans une attaque de missiles russes sur le port d'Odessa, qui a endommagé le navire « Optima », battant pavillon palaosien, qui avait déjà été endommagé lors d’une attaque au missile le 7 octobre, et le navire « NS Moon », battant pavillon du Belize.

### 15 octobre
Le gouverneur de l'oblast de Kyïv, Oleh Syniehoubov, annonce l'évacuation obligatoire de la population de Koupiansk et des communautés de Kondrashovka, Borovaya et Kurilovka, en raison de l'augmentation du nombre de bombardements russes.
Selon Suspilne, des responsables militaires ukrainiens affirment que 18 soldats nord-coréens ont déserté leurs positions à environ sept kilomètres de la frontière avec l'Ukraine. Un diplomate occidental a déclaré au media Kyiv Independent que 10 000 soldats nord-coréens ont été envoyés en Russie pour « renforcer ses efforts de guerre contre l’Ukraine ». On pense que les soldats forment le bataillon Bouriate (en), qui fait partie de la 11e brigade d'assaut aérien de la Garde russe.

### 16 octobre
Le ministère de la défense russe indique s'être emparé du village de Nevske (en) dans l'oblast de Louhansk, ainsi que du village de Krasny Yar (uk) dans l'oblast de Donetsk, situé à une douzaine de kilomètres de Pokrovsk.
Selon ISW, la Russie a probablement utilisé l'accord de partenariat stratégique avec la RPDC, signé en juin 2024, en partie pour compenser la nécessité de constituer des forces armées et d'assurer la sécurité des frontières, ce qui a renforcé l'engagement de Poutine à éviter la mobilisation le plus longtemps possible. Les forces armées russes ont avancé dans le nord région de Koursk et près de Koupiansk, et à l'est vers Toretsk et Pokrovsk, oblast de Donetsk.

### 17 octobre
La Russie affirme avoir pris le village de Maksymilianivka (uk), à l'est de Kourakhove dans l'oblast de Donetsk.

### 18 octobre
Les forces ukrainiennes affirment avoir repoussé les forces russes, au nord, hors de Krouhliakivka (uk) dans le secteur de Koupiansk, oblast de Kharkiv,.

### 19 octobre
Les forces russes ont avancé dans le sud-ouest de Krouhliakivka (uk) lors d'un assaut mécanisé.
Le mouvement partisan Atesh rapporte que les troupes russes ont fait sauter un pont près d'Olechky, dans l'oblast de Kherson,

### 20 octobre
Plus de 100 drones ukrainiens ont attaqué plusieurs régions de Russie, dont Moscou. Les responsables russes ont affirmé avoir abattu 110 drones.
Dmitri Golenkov, pilote du 52e régiment de bombardiers lourds de l’armée de l’air russe et chef d'état-major de la base aérienne de Chaïkovka, accusé d'avoir mené des attaques contre des infrastructures civiles en Ukraine, comme le bombardement du centre commercial de Krementchouk le 27 juin 2022 et la frappe aérienne d'un immeuble résidentiel à Dnipro le 14 janvier 2023, a été tué à coups de marteau dans un verger dans l'oblast de Briansk, Russie, victime apparemment d'un assassinat,,,.

### 21 octobre
Un système Bouk-M3 russe a été détruit par une attaque de drones ukrainiens
Alexandre Rodnianski est condamné par contumace à huit ans et demi de prison par un tribunal russe pour avoir publié des critiques sur l'invasion de l'Ukraine par la Russie.

### 22 octobre
Poutine prolonge la période allouée aux forces russes pour reconquérir les zones de Koursk contrôlées par l'Ukraine, du 15 octobre 2024 au 1er février 2025.
Oblast de Donetsk, à Tchassiv Iar les russes ont réussi à franchir le canal Siversky Donets.

### 23 octobre
Des distilleries russes situées à Tambov et dans les oblasts de Toula et de Voronej ont été incendiées par des attaques de drones.
Le ministre français des Armées, Sébastien Lecornu, annonce que la France enverra le premier des trois Mirage 2000 à l'Ukraine au premier trimestre 2025. Ces avions seront capables de transporter des missiles SCALP-EG et MICA et disposeront de systèmes de guerre électronique mis à jour,.

### 24 octobre
Selon l'ISW, les forces ukrainiennes ont avancé dans l'oblast de Koursk, Russie, ainsi qu'en Ukraine dans l'oblast de Donetsk, près de Toretsk et de Pokrovsk ; tandis que les forces russes ont avancé près de Kreminna, oblast de Louhansk, et Siversk, oblast de Donetsk

### 25 octobre
Le général Oleksandr Syrskyi, commandant en chef des forces armées ukrainiennes, affirme que depuis les premiers jours de l'invasion de l'oblast de Koursk, les troupes ukrainiennes ont tué 6 662 soldats russes, 10 446 ont été blessés et 711 ont été capturés.
Selon l'ISW, les troupes ukrainiennes ont avancé dans la région du village de Borki dans l'oblast de Koursk et ont repris le territoire perdu près de Tchassiv Iar et Toretsk. Les forces russes avancent près de Siversk, Pokrovsk (Ukraine), et regagnent du territoire près d'Obukhivka dans l'oblast de Koursk, Russie

### 26 octobre
Le groupe Rheinmetall construira au total quatre usines d'armement en Ukraine. Selon le PDG de Rheinmetall, Armin Papperger l'une d'entre elles est déjà en activité.

### 27 octobre
En Russie, une frappe de drone a mis le feu à une installation pétrolière du raïon de Mitchourinsk dans l'oblast de Tambov.

### 28 octobre
La propagande russe a diffusé une vidéo promotionnelle mettant en scène un équipage russe tirant contre des troupes ukrainiennes dans l'oblast de Donetsk avec un obusier D-74 de 122 mm (en), un T-34, un char IS-3 et un ISU-152 datant de la Seconde Guerre mondiale.
Le HUR affirme que des partisans ont fait sauter un pont ferroviaire à Berdiansk, oblast de Zaporijjia.

### 29 octobre
Les États-Unis et l'OTAN déclarent avoir acquis la preuve de la présence de troupes en provenance de la république populaire démocratique de Corée sur le sol russe ainsi que de leur déploiement dans l'oblast de Koursk.
Une attaque de drone a été signalée pour la première fois en Tchétchénie, provoquant un incendie à l'université russe des forces spéciales de Goudermes.

### 30 octobre
Selon l'État-major des Forces armées ukrainien, l'armée ukrainienne et l'armée russe se sont affrontées à 175 reprises, principalement dans l'oblast de Donetsk.
La Russie revendique la prise de Krouhliakivka (uk), dans l'oblast de Kharkiv.

### 31 octobre
Des drones ukrainiens ont frappé le port de Berdiansk, oblast de Zaporijjia,.
Russie, Radi Khabirov président de la république de Bachkirie déclare qu'un drone ukrainien a causé des dommages à une raffinerie de pétrole à Oufa.

### Novembre 2024
Pour les événements suivants, voir Chronologie de l'invasion de l'Ukraine par la Russie (novembre 2024).